# Enid Blyton
Enid Mary Blyton (født 11. august 1897, London, død 28. november 1968, London), var en engelsk forfatter til mere end 600 bøger, inklusive børnebøger. De blev solgt i 600 millioner eksemplarer i oversættelser til næsten 100 sprog.
Blandt de mange bøger var bogserien De fem-bøgerne.